# Grędziec
Grędziec (niem. Schöningen) – wieś w Polsce położona w województwie zachodniopomorskim, w powiecie pyrzyckim, w gminie Warnice, przy drodze wojewódzkiej nr 106 Rzewnowo - Stargard - Pyrzyce.
Według danych z 1 stycznia 2011 roku wieś liczyła 64 mieszkańców. 

## Położenie
Wieś położona u podnóża Brodogór w pobliżu południowo-wschodnich krańców jeziora Miedwie.

## Historia
Założona została w 1770 roku na terenach pozyskiwanych dla rolników po obniżeniu poziomu wody jeziora Miedwie i osuszeniu bagien. Założycielem był Hans Friedrich von Schoning (urzędnik królewski). Kolonizatorami byli Węgrzy, Szwajcarzy i Polacy w liczbie dwudziestu osób. Każda z nich otrzymała dziewięć mórg ziemi. W 1860 zamieszkiwało tu już 145 osób. Podstawą egzystencji ludności była głównie hodowla zwierząt i rybołówstwo, a w mniejszym rolnictwo, o czym świadczyć mogą małe, przede wszystkim dwubudynkowe gospodarstwa.
Wieś nazwą swą nawiązuje do opuszczonej w połowie XIII w. wczesnośredniowiecznej osady i cmentarzyska, położonych około 1 km na północ, które były zalążkiem dzisiejszego Wierzbna (w latach 1183-1313 wymieniano ją jako Grindiz, od słów grzęda lub bruzda).
W latach 1975–1998 miejscowość administracyjnie należała do województwa szczecińskiego.